# Prieuré Sainte-Lioba de Copenhague
Le prieuré Sainte-Lioba est un prieuré de moniales de la fédération de Sainte-Lioba appartenant à l'ordre de Saint-Benoît fondé en 1963 à Frederiksberg (Copenhague).

## Histoire
Les moniales de Sainte-Lioba ont été fondées par Maria Föhrenbach (de) en 1920 à Fribourg-en-Brisgau. Elles se sont installées au Danemark, grâce à Gertrud Ballin (fille du peintre danois converti du judaïsme au catholicisme, Mogens Ballin, et de son épouse française, née Marguerite d'Auchamp) en 1935.

## Vie monacale
Les moniales utilisent le latin et le danois pour leurs offices.